# Březejc
Březejc (in tedesco Brzezeytz) è un comune ceco situato nel distretto di Žďár nad Sázavou, nella regione di Vysočina.